# Skyforger
Gli Skyforger sono una band folk/pagan metal della Lettonia.

## Formazione

### Formazione attuale
- Pēteris Kvetkovskis – voce, chitarra, strumenti folk lettoni
- Edgars Grabovskis – basso, cori, strumenti folk lettoni
- Edgars Krūmiņš – tamburo, percussioni
- Kaspars Bārbals – strumenti folk lettoni, cori
- Rihards Skudrītis – chitarra

### Ex componenti
- Mārtiņš Pētersons – chitarra (1995)
- Viesturs Grīnbergs – chitarra (1995 - 1996)
- Konstantīns Švedovs – vocals (1995 - 1996)
- Linda Bēce – flauto (1995 - 1997)
- Imants Vovers – tamburo (1995 - 1998)
- Ģirts "Motors" Kļaviņš – chitarra (2004 - 2006)

## Discografia
- 1998 – Kauja pie Saules
- 1999 – Latviešu Strēlnieki
- 2003 – Pērkonkalve
- 2003 – Zobena Dziesma
- 2005 – Semigalls' Warchant
- 2010 – Kurbads